# کارل داوید آف وایرسن
کارل داوید آف وایرسن (سوئدی: Carl David af Wirsén؛ ۹ دسامبر ۱۸۴۲ – ۱۲ ژوئن ۱۹۱۲ (۶۹سال)) شاعر اهل سوئد بود. کارل از ۱۸۸۲–۱۹۱۲ دبیر دائم وقت کمیتهٔ نوبل، ادبیات در آکادمی سوئد بود. در ولنتونا، اوپلاند متولد شد. وایرسن برای چندین سال همراه با هانس فورسل تاریخدان سردبیر روزنامه سوئدی «نقد ادبی» بود و در ۱۸۷۰ مدرس زبان‌های لاتین و سوئدی در دانشگاه اوپسالا شد و در ۱۸۷۶ به موزه یوتبری برای ایراد سخنرانی و بر عهده گرفتن کلکسیون هنری و کتابخانه موزه رفت. در ۱۸۷۹ جانشین کارل ویلهلم بوتیر در آکادمی سوئد شد و کرسی ۸ این آکادمی را به دست آورد.